# Аед Фіндліах

Основні королівства Ірландії та королівство Міде — особисті володіння верховного короля Ірландії близько 900 року

Аед Фіндліах мак Нейлл — (ірл. — Áed Findliath mac Neíll) — Ед Фіндлях мак Нель — верховний король Ірландії. Час правління: 862—879. Король Айлеху. Походить з клану Кенел н-Еонайн (ірл. — Cenél nEógain) — гілки північних О'Нейлів (О'Нілів). Син Ніалла Кайлле (ірл. — Niall Caille) — верховного короля Ірландії.

## Історичний фон
Від смерті Аеда Аллана у 743 році до повалення Маела Сехнайла мак Домналла Бріаном Бору у 1002 році трон і корона верховних королів Ірландії почергово опинявся то в руках північних О'Нейлів, то в руках південних О'Нейлів. Північних О'Нейлів в той час як кандидатів на трон представляв клан Кенел н-Еогайн, а південних — клан Холмайн. Звичайно, таке чергування не було випадковим і не було просто результатом боротьби за владу. Френсіс Джон Бірн пише, що це був «ревнивий компроміс», «крихкі конвенції відмічені гострими ревнощами, а не дружньою згодою», коли ворогуючі гілки О'Нейлів змушені інколи були поступатися своїми амбіціями.
Під час правління верховного короля Маела Сехнайлла мак Маела Руанайда (ірл. — Máel Sechnaill mac Maíl Ruanaid) (846—862) встановився певний баланс сил між різними королівствами Ірландії, зовнішня загроза з боку вікінгів змушувала до консолідації, верховний король завдяки військовим і дипломатичним талантам зумів визнати його владу по всій країні, з'явилася перспектива реального, а не фіктивного об'єднання країни під владою верховного короля. Після смерті короля Мюнстера Фейдліміда мак Крімхайнна (ірл. — Feidlimid mac Crimthainn) у 847 році, королівство Мюнстер перестало бути силою на Ірландській арені. Це схилило терези на користь клану Холмайн — виникла перспектива спадкоємності трону кланом Холмайн. Це викликало гостре незадоволення північних О'Нейлів і Аеда Фіндліаха мак Нейлла зокрема. Почалась важка війна між південними та північними О'Нейлами, яка зупинилася зі смертю верховного короля Маела Сехнайлла мак Маела Руанайда.

## Походження та сім'я
Аед Фіндліах мак Нейлл був сином верховного короля Ніалла Кайлле (ірл. — Niall Caille) та королеви Гормлайх інген Доннхада (ірл. — Gormflaith ingen Donncadha). Її ще називають Гормлайх з Сліпучо-білим Обличчям. Його дідом по материнській ліній був верховний король Доннхад Міді, його дідом по батьківській лінії був верховний король Аед Ойрніде.

### Дружини
В Аеда Фіндліаха мак Нейлла було три дружини. Але в якій послідовності він був одружений — невідомо: Перша дружина — Гормлайх Рапах (ірл. — Gormlaith Rapach) — Гормлайх Сувора.
Він цього шлюбу були діти: Син — Домналл мак Аеда (ірл. — Domnall mac Áeda)
Дочки: Перша дочка вийшла заміж за короля Ольстера Муйредаха мак Еохада (ірл. — Muiredach mac Eochada).
Ейхне (ірл. — Eithne) — вийшла заміж за Фланна Сінна (ірл. — Flann Sinna).
Друга дружина — Ланн інгенн мак Дунлайнге (ірл. — Lann ingen mac Dúnlainge) — сестра Кербалла мак Дунгайнге (ірл. — Cerball mac Dúnlainge) — короля Осрайге. Була вдовою його попередника — верховного короля Ірландії.
Третя дружина — Маел Муйре (ірл. — Máel Muire) — дочка Кінаеда мак Альпіна (ірл. — Cináed mac Ailpín) — короля піктів. Після смерті чоловіка вона вийшла заміж за його наступника — верховного короля Ірландії Фланн Сінна (ірл. — Flann Sinna).
Від цього шлюбу був син — Ніалл Глундуб (ірл. — Niall Glúndub).
Інші діти (невідомо від якої дружини):

### Сини
Домналл Дабайлл (ірл. — Domnall Dabaill) — предок клану Домналл О'Лохлайнн (ірл. — Domnall Ua Lochlainn).
Маел Дуб (ірл. — Máel Dub) — відомий ірландський святий.
Маел Дуїн (ірл. — Máel Dúin) — король Айлеху, заступник короля до своєї ранньої смерті у 867 році.

## Ранні роки
Після смерті Нейлла Кайлле в 845 році дядько Аеда — Маел Дуїн мак Аеда став королем Айлеха. Коли Аед Фіндліах мак Нейлл успадкував цей трон — невідомо. Можливо в 855 році. У цьому році він вперше згадується в літописах. Зокрема, «Літопис Ольстера» повідомляє, що Аед Фіндліах здійснив похід на Ольстер, вбив Койннекана мак Колмана (ірл. — Coinnecán mac Colmán), Флайхбертаха мак Найлла (ірл. — Flaithbertach mac Niall) та багато інших вождів Ольстера. Імовірно, Флайхбертах був його власний брат, і цей похід необхідний був для зміцнення влади королівства Айлех.
Аед Фіндліах мак Нейлл прийшов до влади на півночі Ірландії в критичний період — безперервні напади вікінгів тривали вже понад 50 років. Вікінги захопили значні території, де утворили поселення та колонії, загрожуючи захопити всю Ірландію. Крім того, вікінгами керували талановиті вожді Амлайб Конунг (Amlaíb Conung) та Імар (Ímar). Сучасні літописці ставились до них вже не як до піратів, а як до королів.
Аед Фіндліах мак Нейлл описується як один з талановитих полководців, що дали відсіч вікінгам. Він виграв кілька важливих битв з вікінгами, зокрема, у 856 році під Гленн Фойхле (ірл. — Glenn Foichle). У той час верховний король Ірландії Маел Сехнайлл був більше стурбований боротьбою з непокірними васалами, аніж з вікінгами і навіть готовий був укласти з ними союз для боротьби з Мюнстером.
У 858 році Маел Сехнайлл нарешті підкорив Мюнстер. У 859 році він мирно врегулював конфлікт з королівством Осрайге — з королем Кербаллом мак Дунлайнге (ірл. — Cerball mac Dúnlainge). Маел Сехнайлл тепер звернув увагу на північ Ірландії, де зростала міць Аеда Фіндліаха, що ставав лідером і главою О'Нейлів. У 860 році Маел Сехнайлл здійснив похід на північ. Армії зітнулися в Армі. Результатом битви була свого роду «нічия».
У 861 та 862 роках Аед Фіндліах мак Нейлл уклав спілку з вікінгами, що захопили Дублін та Фланном мак Конайнгом (ірл. — Flann mac Conaing) грабував і плюндрував Брегу.

## Верховний король Ірландії— король Тари
Маел Сехнайлл мак Маел Руанайд — «король всіх ірландців» помер 20 листопада 862. Титул «король всіх ірландців» вже ніколи не буде використаний ні до жодного короля. Трон верховних королів Ірландії захопив Аед Фіндліах мак Нейлл, проте влада його була нетривкою і не всіма визнавалися — навіть південні О'Нейли не визнавали його як верховного короля. Правив Ірландією протягом 17 років. Літописи повідомляють, що навіть щорічні традиційні з'їзди вождів кланів та королів Ірландії Тальтен Файр (ірл. — Taillten Fair) не проводились в 6 з 17 його років правління. Час його правління ввійшов в історію як час розбрату, усобиць, чвар і війн між кланами.
Вікінги захопили місто Дублін і околиці — утворили там власну мініатюрну держава — дуже войовничу і агресивну. Аед Фіндліах мак Нейлл спробував використати цих вікінгів для боротьби за утвердження своєї влади. Проте, цей союзник виявився дуже ненадійним і підступним. Покійний король Маел Сехнайл лишив по собі намісника в королівстві Міді і спадкоємця на посаді вождя клану Холмайн — Лоркана мак Кахайла (ірл. — Lorcán mac Cathail). Він уклав спілку з вождями вікінгів Амлайбом (Amlaib), Імаром (Ímar) та Аусле (Auisle) проти короля Бреги Фланна (ірл. — Flann). Фланн довгий час був союзником вікінгів Дубліна та союзником Аеда Фіндліаха в центральній Ірландії. Лоркан разом з вікінгами нещадно грабував Брегу в 863 році. У 864 році Конхобар мак Доннхада (ірл. — Conchobar mac Donnchada) — король Лагоре (ірл. — Lagore) — південної Бреги — союзник Фланна був взятий в полон у потонув біля Клонард Амлайв (ірл. — Clonard Amlaibh). Підозрюють, що це було не випадково. У відповідь на це Аед Фіндліах мак Нейлл привів у Міде військо, захопив Локрана і осліпив його.
Аед Фіндліах знову почав війну проти вікінгів, але з незначними успіхами. Судячи по всьому він не був ні військовим генієм, ні обдарованим політиком. Потім він переміг вікінгів на озері Лой Фойле (ірл. — Lough Foyle) і вигнав їх з їх поселень у 866 році. Амлайб та Аусле залишили Ірландію зі своїм військом і взявши з собою чимало підвладних їм ірландців напали на землі піктів (Альбу) (нинішня Шотландія). На той час королівство піктів було знищене ірландським королівством Дал Ріада і вікінги по суті донизували цей народ і захоплювали спустошені землі. Аед Фіндліах скористався цим і почав нищити поселення та бази вікінгів на півночі Ірландії.
У 868 році Аед Фіндліах знову зітнувся з ворожою йому коаліцією ірландських королів та вождів вікінгів. Згідно з «Літописом Ольстера» він переміг О'Нейлів з Бреги, короля Лайгіну (Ленстеру) та велику армію вікінгів у битві біля Келл О н-Дайгрі (ірл. — Cell Ua nDaigri). Флан Брегський був убитий у цій битві. Ця битва була вирішальною перемогою над вождями вікінгів Амлайвом та Імаром. Але вікінги були дуже активні в нападах на Ірландію в наступні роки — битва не ослабила ні їхні амбіції, ні їхню силу. Битву доцільніше розглядати як перемогу північних О'Нейлів над південними О'Нейлами та Ленстером. У 870 році Аед знову переміг Ленстер, спираючись на свого нового союзника — Кербалла (ірл. — Cerball) — короля Орайге (ірл. — Osraige). Він знову напав на Ленстер у 874 році.

## Смерть
Аед Фіндліах мак Нейлл помер 20 листопада 879 року в Друїм Інсалайн (ірл. — Druim Inasclainn), що на території клану Конайлле. В епітафії про нього написали як про короля Тари (лат. — rex Temorie) та «більшого короля ірландців» (ірл. — airdri Gaidhel). Він був похований в Армі.